# Хей, Луиза
Луи́за Хей (англ. Louise L. Hay; 8 октября 1926 — 30 августа 2017) — американская писательница, мотивационный оратор, одна из ключевых фигур движения самопомощи и эзотерических практик Нью-эйдж. Основатель издательской компании Hay House Publishing, радио Hay House Radio, а также, некоммерческого фонда The Hay Foundation. Хей написала более тридцати книг, позиционирующиеся в качестве популярной психологии, в том числе книгу «Исцели свою жизнь», которая была переведена на 30 языков и издана в 33 странах мира совокупным тиражом более 50 000 000 (пятидесяти миллионов) экземпляров.
Ключевая идея работ Луизы Хей состоит в том, что деструктивные убеждения больных являются причиной их эмоциональных проблем и физических недугов. Якобы, с помощью определённых инструментов пациенты могут изменить мышление и, таким образом, исцелить своё тело. Данный подход Луизы Хей считается лженаучным.

## Биография
Родилась в Лос-Анджелесе. В 15 лет бросила школу, дом и уехала в Чикаго. В 16 лет родила ребёнка, которого отдала на усыновление. В 1950-х годах переехала в Нью-Йорк. Работала в ресторане, аптеке и пр. Несколькими годами позже сменила имя и стала моделью. В 1954 вышла замуж за бизнесмена Эндрю Хэя, брак с которым продлился 14 лет.
В 1970 году после развода Луиза стала посещать собрания «Первой Церкви Религиозной Науки» в Нью-Йорке (The First Church of Religious Science). Там она стала популярным оратором и вскоре начала консультировать клиентов. После нескольких лет работы в церкви Луиза Хей составила «Справочник» с перечислением болезней и их, якобы, психологических причин. После продажи «Справочника» она начала читать лекции и проводить семинары по всей территории Соединённых Штатов.
Спустя 3 года Луиза получила в церкви лицензию религиозного учителя. Параллельно она изучала работы Флоренс Шинн, одной из основательниц религиозного движения Новой мысли[значимость факта?]. Затем, она продолжила своё образование в Международном университете Махариши индуистского деятеля Махариши Махеш Йоги в штате Айова.
По собственным словам, в конце 1970-х Луиза с помощью аффирмаций и смены убеждений смогла избавиться от рака влагалища. Однако, её врач, наблюдавший Луизу в этот период, сообщил в газете «The Village Voice», что раком Луиза никогда не болела, а лишь внушила себе это.
В 1980 году Луиза переехала вновь в Южную Калифорнию. В 1984 году была выпущена книга её авторства «Исцели свою жизнь» в которую вошла расширенная и дополненная таблица недугов и аффирмаций из ранее изданной брошюры. Книга попала в список самых продаваемых книг США 1984 года по версии «New York Times» и оставалась на лидирующих позициях в течение 13 недель.
В 1985 году Луиза создала группы поддержки «The Hayride» для людей, больных СПИД-ом. К 1988 году группа выросла с шести до 850 человек и переехала в зрительный зал в Западном Голливуде.
В 1987 году Луиза Хей основала и возглавила издательскую компанию «Хей Хаус», которая издаёт книги, аудиокниги, CD, DVD, и пособия по астрологии, нумерологии, альтернативной медицине, картам Таро, медитации и экстрасенсорики. Среди авторов, работавшими с «Хей Хаус» были Уэйн Дайер, Сьюз Орман, Марианна Уильямсон, Сильвия Браун, Дорин Верче, Джоан Борисенко и Дипак Чопра.
В 2004 году книга «Исцели свою жизнь» вновь стала лидером продаж благодаря появлению Луизы Хей на ток-шоу у Опры Уинфри и ток-шоу у Фила Донахью.
В 2005 году начала вещание интернет-радиостанция «Hay House Radio — Radio for your Soul®» («Хей Хаус Радио» — радио для души"), основанное Луизой Хей и её партнёрами по бизнесу.
«The Hay Foundation», некоммерческий фонд, который поддерживает «другие организации, занимающиеся консультациями», «уделяет внимание» пациентам в хосписах и раздачей брошюр; переводит книги Луизы Хей на иностранные языки, пропагандирует её взгляды на здоровый образ жизни и «позитивное мышление» для больных СПИДом, а также, оказывает поддержку жертвам домашнего насилия.
В 2008 году вышел документальный фильм «You Can Heal Your Life» («Ты можешь исцелить свою жизнь»), распространявшийся среди участников «семинаров счастья». Из-за специфики распространения кассет с фильмом точный размер полученной прибыли неизвестен.
В феврале 2014 открылась персональная выставка живописи и графики «The Art of Louise Hay» («Искусство Луизы Хей») в Калифорнии.
30 августа 2017 года на 91-м году жизни Луиза Хей умерла во сне от естественных причин в своем доме в Сан-Диего, Калифорния.

## Книги
Книги на русском языке:
- Хей Луиза. «Исцели свою жизнь». М. 1987
- Хей Луиза. «Путь к здоровой жизни». М. 1987
- Хей Луиза. «Исцели себя сам»
- Хей Луиза. «Исцели своё тело». М. 2000
- Хей Луиза. «Сила внутри нас». 1991
- Хей Л. «Целительные силы внутри нас»
- Хей Л. «Здоровый дух — здоровое тело»
- Хей Л. «Власть женщин»
- Хей Л. «Сердечные мысли»
- Хей Л. «Секрет успеха: Как добиться финансового благополучия»
- Хей Л. «С новым счастьем»
- Хей Луиза. «Большая книга богатства и счастья». М. 2017
- Хей Л. «Управляй своей судьбой». М. 2016

Книги на русском языке, переизданные в России: «Исцели свою жизнь», «Путь к здоровой жизни», «Энциклопедия здоровой жизни от Луизы Хей» — являются переводом одной и той же книги You Can Heal Your Life, Louise L. Hay, Hay House Inc., 1984; ISBN 0-937611-01-8 (издано в США).
Книги на английском языке:
- You Can Heal Your Life, Hay House Inc., 1984; ISBN 0-937611-01-8
- You Can Heal Your Heart: Finding Peace After a Breakup, Divorce, or Death by LOUISE HAY, DAVID KESSLER. Hay House Inc., 2014
- Heal Your Body: The Mental Causes for Physical Illness and the Metaphysical Way to Overcome Them. Hay House Inc., 1984; ISBN 0-937611-35-2
- Garden of Thoughts: My Affirmation Journal, Hay House Inc., 1989; ISBN 978-0-937611-67-8
- Love Yourself, Heal Your Life Workbook, Hay House Inc., 1990
- The Power Is Within You. Hay House Inc., 1991
- Heart Thoughts, Hay House Inc., 1992; ISBN 978-1-4019-3720-1
- Loving Thoughts For Increasing Prosperity, Hay house Inc., 1993
- Gratitude: A Way Of Life, Hay House Inc., 1996
- Life! Reflections On Your Journey, Hay House Inc., 1996; ISBN 978-1-56170-092-9
- Living Perfect Love: Empowering Rituals For Women, Humantics MultiMedia Publishers, 1996; ISBN 978-0-9652851-0-0
- Heal Your Body A-Z: The Mental Causes for Physical Illness and the Way to Overcome Them, Hay House Inc.,1998; ISBN 978-1-56170-792-8
- 101 Ways To Health And Healing, Hay House Inc., 1998; ISBN 978-1-56170-496-5
- I Can DoIt, Hay House Inc., 2004.
- I Think, I Am!: Teaching Kids the Power of Affirmations, Hay House Inc., 2008.
- All is Well: Heal Your Body with Medicine, Affirmations, and Intution by LOUISE HAY, MONA LISA SCHULZ, M.D., PH.D, Hay House Inc, 2014.